# Кречар
Кречар је мајстор занатлија  који се бави пословима производње креча. 

## Назив
Назив долази од турске речи kireç, која означава белу хемијску смесу. Та смеса добија се  од камена вапненца и његовог сагоревања.

## Производња креча
Креч се добија конструкцијом пећи и употребом ватре при температури од 900 степени. Изломљени комади кречњачког камена су облагани у цилиндричну пећ, затрпају се дрветом који  се потом запали. Печење траје три дана и три ноћи.
Од 100 килограма камена, добија се 30 килограма живог креча. Живи креч се гаси водом и добија се гашени креч, који се користио као везиво у изградњи грађевинских објеката.